# 普瓦捷的雷蒙

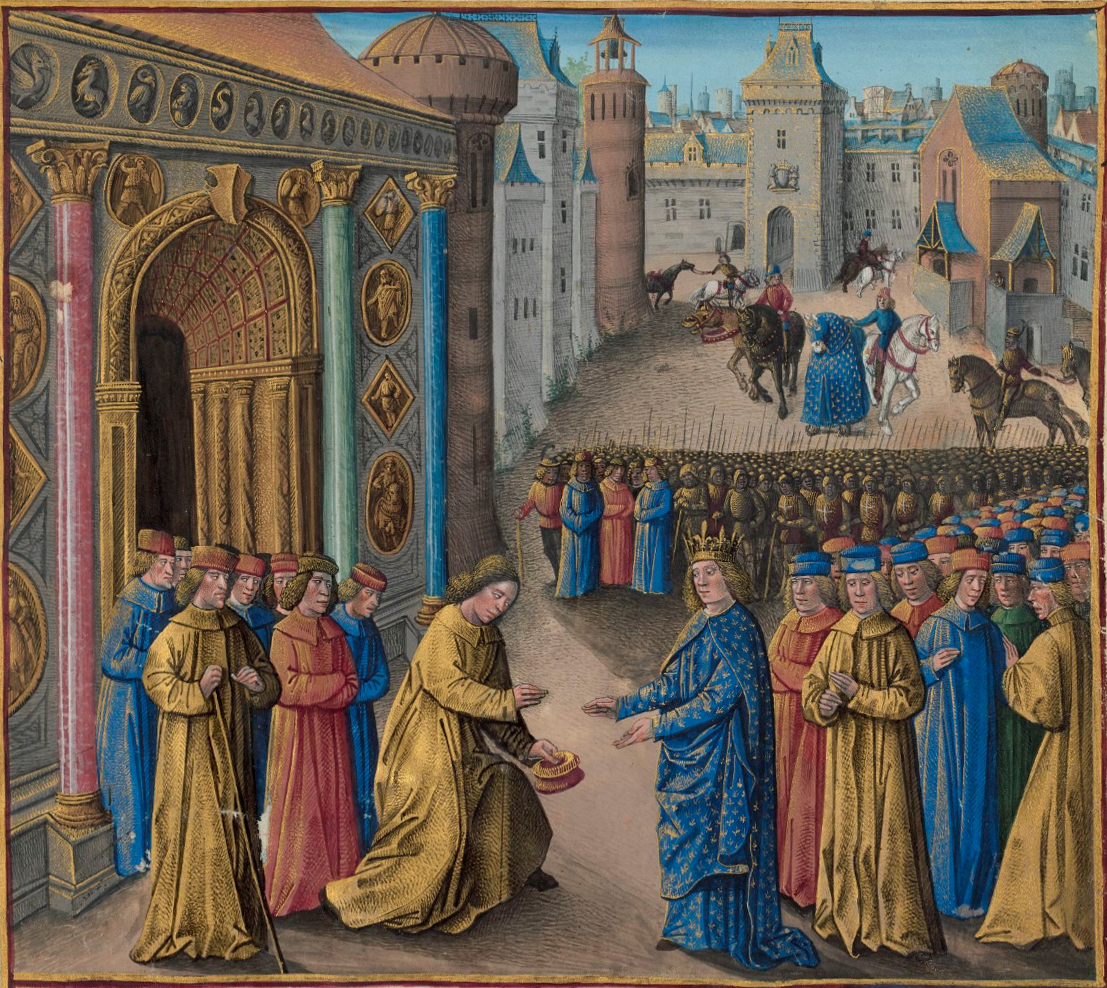
普瓦捷的雷蒙在安條克歡迎法蘭西國王路易七世的到來

普瓦捷的雷蒙（約1099年－1149年6月）為阿基坦公爵威廉九世之子，1136年4月雷蒙抵達安條克並與時年9歲的安條克公國女繼承人安條克的康斯坦斯結婚，成為和妻子共治的安條克親王。
雷蒙即位後，陸續和周邊國家發生衝突，1136年奇里乞亚亚美尼亚王国的君主莱翁一世在雷蒙的策畫下被其俘虜，迫使萊翁一世在付出巨額贖金後才得以被釋放歸國。此外雷蒙又率軍襲擊當時拜占庭帝國轄下小亞細亞東南地區的領土，1138年，拜占庭的皇帝約翰二世兵臨安條克城下，迫使雷蒙向其效忠。在此之後，約翰二世計劃向十字軍國家發起遠征，但於1142年，約翰二世卻在進軍途中意外去世。1143年拜占庭大軍劫掠了安條克的北郊，同時拜占庭帝國的艦隊也對安條克公國的沿海發動襲擊，1145年雷蒙造訪君士坦丁堡，與約翰二世的繼任者曼努埃爾一世講和。雷蒙的女儿安条克的玛丽后来成为曼努埃尔一世的第二任皇后。
1149年，雷蒙在與贊吉王朝的統治者努爾丁作戰時陣亡，他的頭顱被當作戰利品送往巴格達的宮殿，作為呈給哈里發的禮物。1150年埃德薩伯國遭贊吉王朝滅亡，引發第二次十字軍東征的運動，隨軍而來的法蘭西王后阿基坦的埃莉諾是雷蒙的侄女，兩人親密的關係導致法王路易七世和王后的感情迅速惡化。雷蒙的妻子在其死後改嫁給沙蒂永的雷纳德。